# Sinai-Agame
Die Sinai-Agame (Pseudotrapelus sinaitus, Syn.: Agama sinaita) ist eine Art der Agamen, die im Nordosten Afrikas, in der Levante sowie in Teilen der Arabischen Halbinsel vorkommt.

## Merkmale

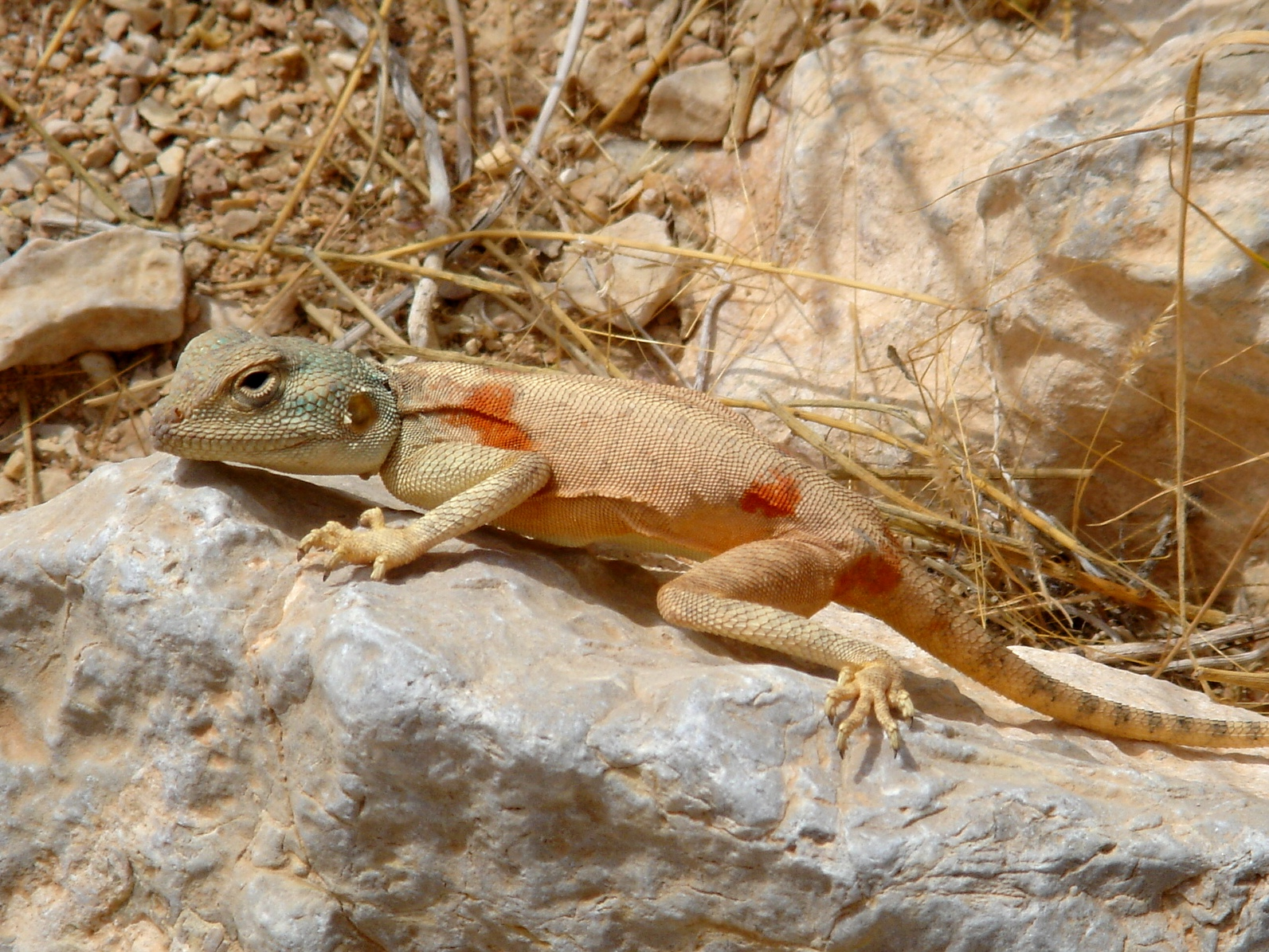
Weibchen in Israel

Die Gesamtlänge der Sinai-Agame liegt bei circa 18 cm, wobei der Schwanz zwei Drittel der Länge ausmacht. Die Gliedmaßen und der Schwanz sind lang und dünn und ermöglichen gute Lauf- und Klettereigenschaften. Normalerweise sind Sinai-Agamen von brauner Färbung. Während der Fortpflanzungszeit entwickeln Männchen allerdings eine auffällig blaue Färbung, um Weibchen auf sich aufmerksam zu machen. Weibchen haben das gesamte Jahr eine grau-braune Färbung und oftmals bräunlich-rote Flecken an den Seiten.

## Vorkommen
Die Sinai-Agame kommt in Südost-Libyen, Ost-Ägypten, Israel, Palästina, Jordanien, Syrien, Saudi-Arabien, den Vereinigten arabischen Emiraten, Oman, Ost-Sudan, Äthiopien, Eritrea und Dschibuti vor. Sinai-Agamen leben in ariden Bergregionen.

## Lebensweise
Die Sinai-Agame ist tagaktiv und ernährt sich von Insekten, Gliederfüßern und Pflanzen. Sie ist wechselwarm und verteidigt ihr Territorium, vor allem während der Fortpflanzungszeit, aktiv.

## Systematik
Erstbeschrieben wurde die Art 1827 von Carl von Heyden als Agama sinaita, wobei Heyden die Zuordnung zur Gattung Agama auf Grund der sechs Schilde, die die Sinai-Agame hinter dem After besitzt, bereits als vorläufig bezeichnet. Scott Moody stellt die Art 1980 in die Gattung Pseudotrapelus. Die Sinai-Agame ist Typusart der Gattung.
Es existieren die Unterarten Pseudotrapelus sinaitus sinaitus (Heyden, 1827) und die nach dem Zoologen Franz Werner benannte Pseudotrapelus sinaitus werneri (Moravec, 2002).